# Да Зоджи
Да Зо̀джи (Дада̀ Зо̀джи) е божество в дахомейската митология, владетел на земята и глава на пантеона от земни божества. Според един от вариантите на космогоничния мит на народа фон, Да Зоджи и неговата сестра-близначка и впоследствие съпруга Ньохве Анану, са първите божества, родени от двуполовото върховно божество Маву-Лиза. При подялбата на управлението на частите на света, Маву-Лиза им предава властта над земята и всички нейни богатства и им заповядва да я заселят.